# Serhij Korovajnyj
Serhij Korovajnyj (* 1995) je ukrajinský fotožurnalista pozoruhodný svou prací pokrývající rusko-ukrajinskou válku. Je pravidelným přispěvatelem do Wall Street Journal a jeho práce byla uvedena v mnoha publikacích a organizacích, jako je Time Magazine, National Geographic a Organizace spojených národů.

## Životopis
Korovajnyj získal Fulbrightovo stipendium a obháji titul Master of Arts ve fotografii na Syracuské univerzitě. Před válkou se věnoval především environmentální dokumentární žurnalistice na Ukrajině. V roce 2022 byl oceněn cenou Jamese Foleyho za zpravodajství o konfliktech.